# Luis Arellano Dihinx
Luis Arellano Dihinx (Saragossa, 1906 - Pamplona, 1969) fou un advocat i polític carlí espanyol.
Fou delegat nacional de les Joventuts Tradicionalistes de Navarra al maig de 1934, amb evidents dots d'orador. Va ser detingut en l'època de la Segona República Espanyola quatre vegades, passant llargues temporades a la presó. Va ser diputat a Corts a les eleccions de novembre de 1933 i en febrer de 1936 pel Bloc de Dretes.
A l'inici de la Guerra Civil va pertànyer a la Delegació de Qüestions socials adscrita a la Junta Central Carlina de Guerra de Navarra. Voluntari requeté amb el grau de capità en la guerra. Va ser component del primer Secretariat de FET y de las JONS, constituït el 22 d'abril de 1937. Conseller en el I Consell Nacional de FET y de las JONS l'octubre de 1937. Sotssecretari del Ministeri de Justícia d'Espanya sota el mandat del comte de Rodezno Tomás Domínguez Arévalo en el primer govern de Francisco Franco el gener de 1938. D'ideologia molt pròxima al comte de Rodezno el febrer de 1946 va marxar amb ell a Estoril per a oferir la seva adhesió a Joan de Borbó, encara que va rectificar el 1957. Va ser procurador en Corts des de 1952 fins a la seva mort.